# Cerise du Jerte
 (juin 2025).
Si vous disposez d'ouvrages ou d'articles de référence ou si vous connaissez des sites web de qualité traitant du thème abordé ici, merci de compléter l'article en donnant les références utiles à sa vérifiabilité et en les liant à la section « Notes et références ».

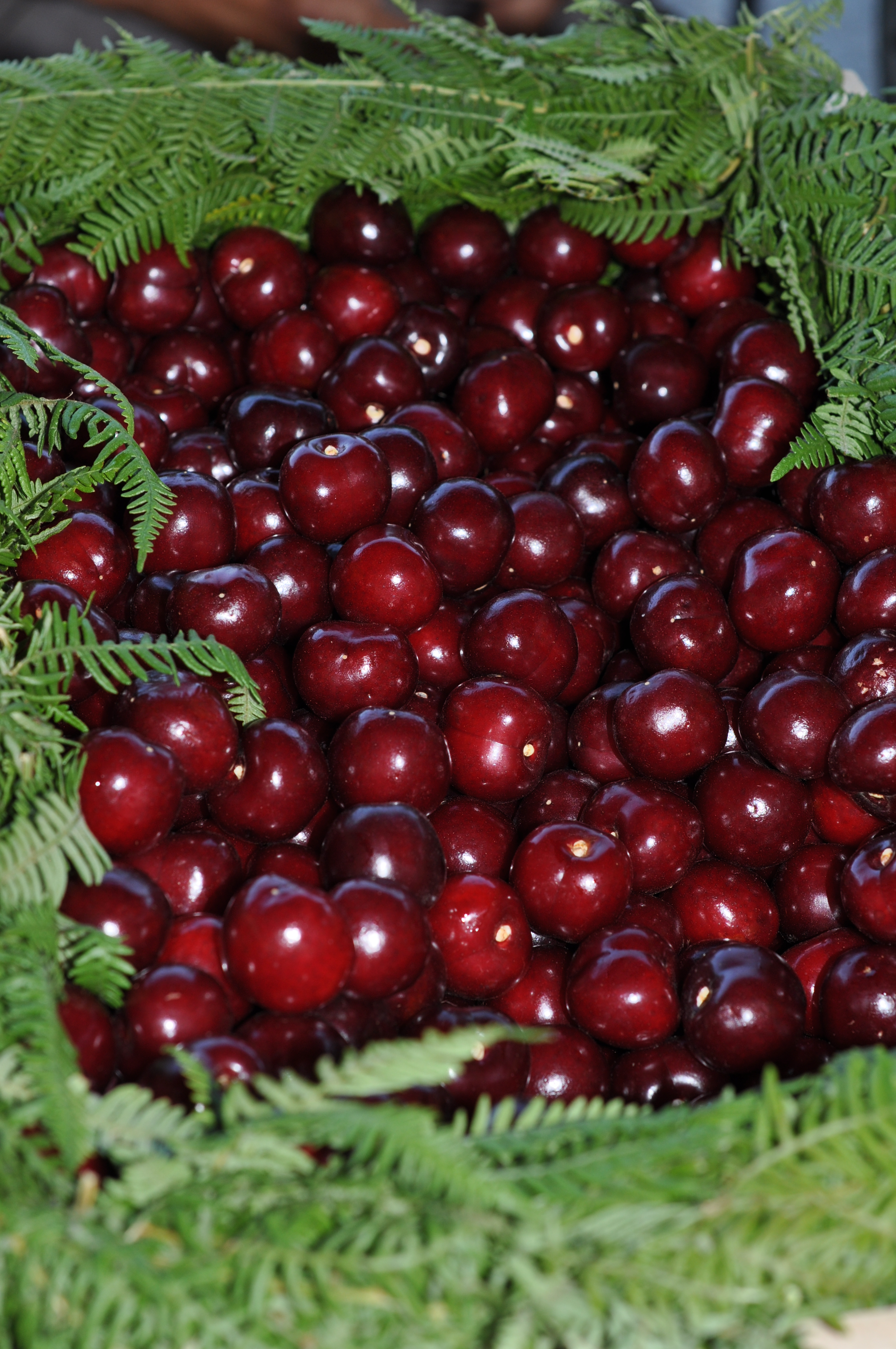
Cerises de la Vallée du Jerte.

La Cerise du Jerte comprend un groupe de variétés autochtones ayant une Appellation d'Origine Protégée. Parmi celles-ci, les plus remarquables sont les Picotas du Jerte, quatre variétés locales de la Vallée du Jerte: Ambrunés, Pico Negro, Pico Limón y Pico Colorado. La plus sucrée et celle qui est produite en plus grande quantité est la première.
Ce sont des cerises qui sont commercialisées sans pédoncule, croquantes et originaires de la Vallée du Jerte (Cáceres) et des vallées adjacentes de La Vera et l'Ambroz. L'Appellation d'Origine Protégée certifie également une seule variété de cerises avec pédoncule, la Navalinda. C'est aussi une variété locale, plus précoce que les Picotas du Jerte. Alors que les Picotas du Jerte arrivent aux points de vente en juin, la Navalinda y est en mai. Ces variétés arborent l'insigne de l'appellation, et se différencient ainsi d'autres cerises équeutées à la main qui sont vendues sous le nom de picotas.
Cette cerise est très appréciée pour sa grande qualité et sa renommée internationale, étant exportée vers l'Allemagne, la France ou le Royaume-Uni, entre autres. Elle est très utilisée en pâtisserie, en particulier givrée ou en sirop sur des gâteaux. Les taches sur les vêtements sont très difficiles à enlever, c'est pourquoi, comme la mûre ou d'autres produits naturels, elle a été utilisée comme colorant naturel.
En 2013, 3.737 cultivateurs avaient des exploitations enregistrées qui couvraient une surface de 9.856 hectares. Leur production potentielle totale combinée s'élève à 8.815 tonnes annuelles. Environ 40% de la production de Picota est exportée, avec des marchés clef tels que l'Allemagne et le Royaume-Uni. Les ventes au Royaume-Uni ont atteint leur point culminant en 2011, avec 10 millions de corbeilles (2.500 tonnes) vendues pendant la saison de cinq semaines.

## Variétés agronomiques et commerciales
Il existe une multitude de variétés agronomiques de cerises, qui se regroupent en variétés commerciales. Les variétés agronomiques établissent le classement qui est fait pour chaque type de cerise, alors que les commerciales regroupent des variétés agronomiques qui possèdent des qualités semblables ainsi que des saisons de ramassage et de vente au public similaires.
On distingue principalement les cerises des picotas bien que les deux soient des cerises. La principale différence entre elles est que les picotas n'ont pas de queue (pédoncule) car celle-ci se détache de façon naturelle lorsque la picota tombe de l'arbre.
La Picota du Jerte est la cerise la plus célèbre et appréciée et, parmi elles, la variété Ambrunés:
Ambrunés
De couleur sombre lorsqu'elle est mûre. C'est la plus appréciée. L'origine de cette cerise est la Vallée du Jerte. Son poids est de 7-8 grammes et sa forme est aplatie, avec un gros noyau. Elle a une grande résistance au fendillement et mûrit entre le 18 mai et le 10 août (selon la zone et les caractéristiques climatologiques de l'année). C'est la variété la plus cultivée dans la délimitation géographique de l'AOP “Cereza du Jerte”. Elle représente près de 30 % de la surface consacrée au cerisier et la production annuelle est d'environ 3 400 000 kg.
Pico Colorado
De couleur rouge clair. C'est l'une des variétés les plus anciennes de l'AOC “Cereza du Jerte”, elle représente environ 10 % de la production et c'est un fruit tardif. En fait, c'est la dernière variété à être récoltée. Elle est dure et peut être conservée plus d'une semaine en réfrigérateur avant d'être consommée. Elle est très appréciée pour la conserve.
Pico Negro
D'aspect plus foncé. Son goût est moins sucré. C'est une autre des variétés les plus anciennes de l'AOC “Cereza du Jerte”. Les principales zones de production se trouvent sur les territoires communaux de Cabrero, Barrado, Casas del Castañar, Navaconcejo, Piornal et Valdastillas.
Pico Limón Negro
Aussi de couleur sombre, mais plus sucrée que la précédente. C'est l'une des plus anciennes et elle n'est produite dans aucune autre partie du monde. A Casas del Castañar c'est la cerise autochtone la plus cultivée.